# Duda Rodrigues
Dulcinéia Aparecida Rodrigues Joaquim, mais conhecida como Duda Rodrigues (Taubaté, 16 de fevereiro de 1979), é uma apresentadora de TV e empresária brasileira. Desde 2014 apresenta o programa Saúde e Você" da TV Caras. Contratada pela Band Vale, faz parte do elenco da emissora também como apresentadora.

## Biografia
Nascida em Taubaté, no interior de São Paulo, recebeu um convite em 2014 da Record Litoral para estrear um quadro que falava sobre saúde. Com passagens pelas emissoras Record TV, Rede Brasil, RedeTV e Band, atualmente ela apresenta o Saúde e Você em 2020 na TV Caras e é apresentadora contratada para o elenco da Band Vale.. 

## Carreira
CEO de uma agência de consultoria e marketing que cuida de carreiras de médicos, dentistas e especialistas em saúde. Atualmente é graduanda de Biomedicina e empresária na área de consultoria e marketing da saúde. Ministrou palestras sobre Gestão e Empreendedorismo para Odontólogos, Treinamento de Secretárias e realizou Consultoria de Gestão para Clínicas, Consultórios Médicos e Odontológicos. Iniciou sua carreira televisiva em 2015 na TV Record dando orientações de saúde através de entrevistas com profissionais da área no “Minuto Saúde”. Em 2016 Duda foi apresentar um programa de saúde, criou o Saúde e Você.

## Vida pessoal
É casada desde 16 de fevereiro de 2019 com o empresário Tarcísio Rodrigues, e tem duas filhas.